# Canna (organo)

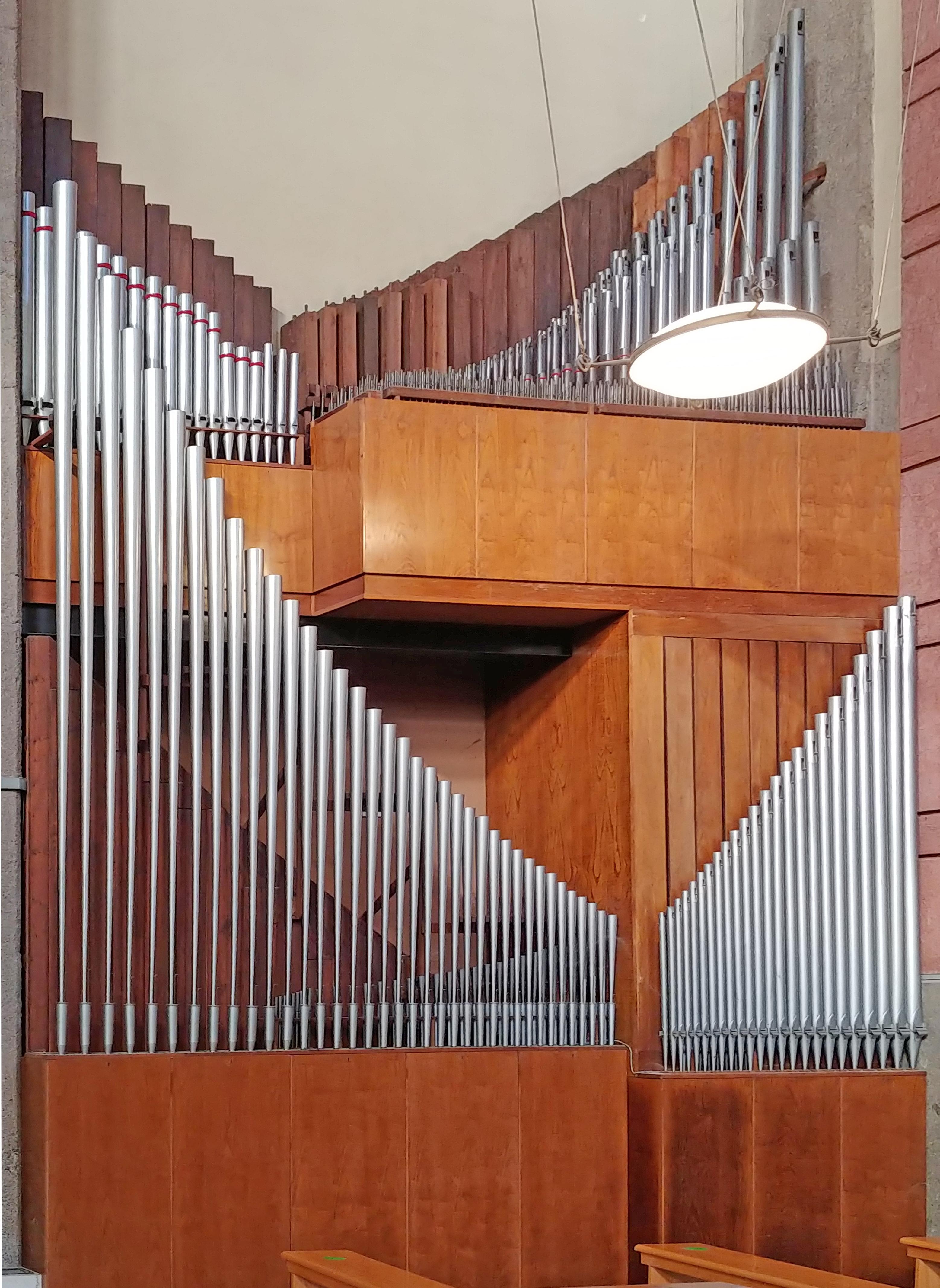
Diversi tipi di canne d'organo

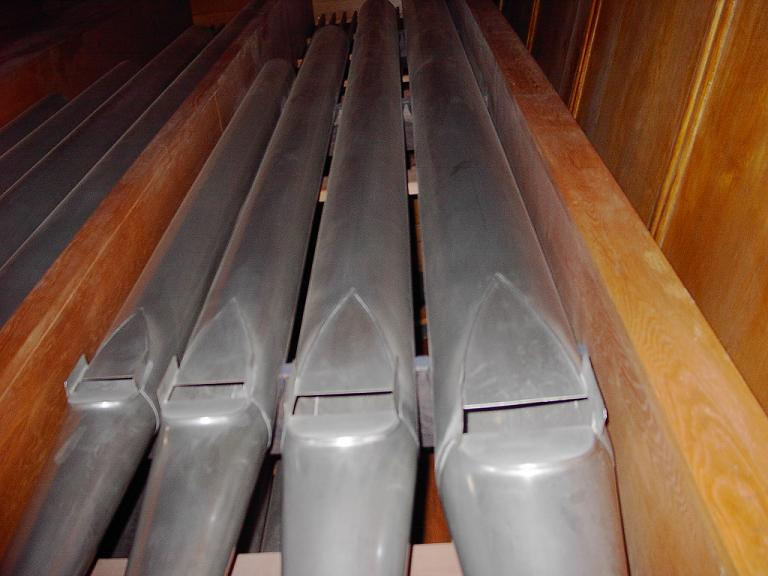
Canne ad anima (Sofia, Bulgaria)

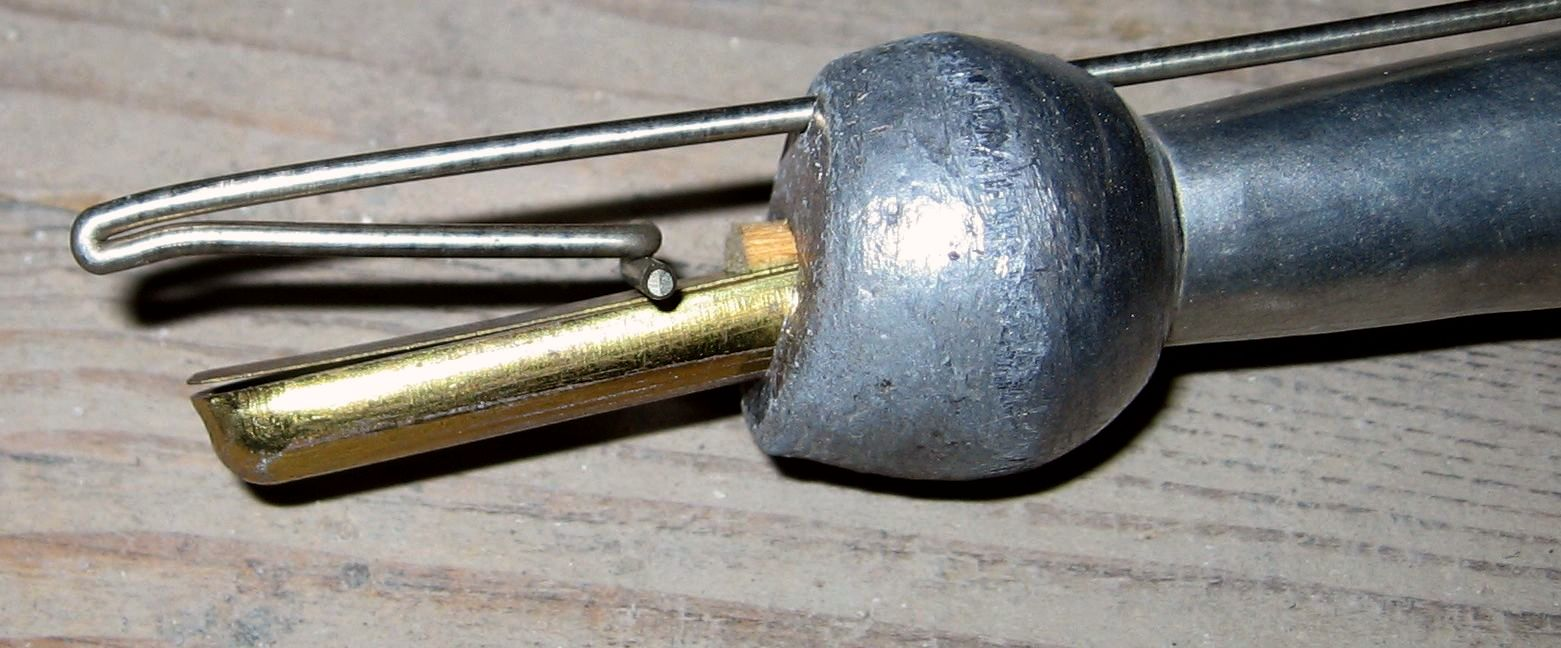
Dettaglio di un'ancia

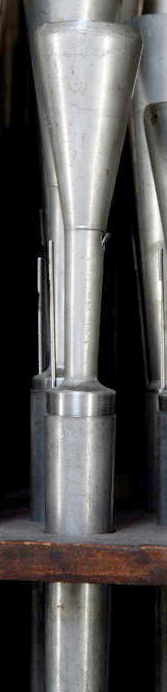
Canne ad ancia

La canna è l'elemento che produce il suono dell'organo detto "a canne", uno strumento musicale solitamente usato nelle chiese; il principio per il quale viene prodotto il classico suono si basa sulla vibrazione dell'aria prodotta nella canna stessa.

Anticamente, le canne venivano raggruppate in file ordinate generalmente dietro le tastiere ma, con l'avanzare della tecnologia pneumatica/elettrica/elettronica, le canne possono essere poste in qualsiasi luogo e quindi si posero dove meglio risultano per l'acustica e per gli spazi dell'ambiente.
Si dice facciata o prospetto la porzione di canne che sono visibili all'esterno.

## Materiali di costruzione
Per la costruzione delle canne sono stati utilizzati in passato i più diversi e disparati materiali come argento, carta e cartone, pergamena con colla, osso, vetro, oro, alabastro, rame, ecc.

La tradizione ci riporta generalmente i tipi più utilizzati: metallo e legno per quanto riguarda le canne labiali (detta anche "ad anima"). Con questi due diversi materiali si potevano ricreare, secondo la forma data, gli strumenti che si volevano interpretare. Generalmente il metallo (lega organaria di piombo e stagno) serve per le canne di Principale che ricreano il classico suono dell'organo, ma anche per ricreare il suono di trombe e corni. Il legno, invece per il suono dei flauti, bordoni e altri. Talvolta venivano usati, per la loro caratteristica robustezza, anche materiali come zinco (verniciato) e rame.

## Principio fisico e tipologie di canne
Le canne si distinguono in base al modo con cui viene prodotto il suono.
Le canne cosiddette ad anima, dette anche labiali, funzionano con lo stesso principio del flauto dolce: l'aria, incidendo trasversalmente su un labium, mette in vibrazione la colonna d'aria, un principio fisico della dinamica dei fluidi del tutto simile ad altri strumenti aerofoni quali flauti, fischietti, ocarine, ecc.
Le canne cosiddette ad ancia invece, dispongono di una lamina che, vibrando al passaggio dell'aria, mette in moto l'aria contenuta nelle canne, producendo così il suono. La lunghezza della canna (risuonatore) meno la larghezza della stessa denota l'altezza della nota (frequenza), mentre la forma, materiali assieme all'ambiente in cui si trovano ne modificano il timbro (anche chiamato qualità o colore).

### Parti della canna ad anima
Le canne labiali dell'organo sono costituite da tre parti:
- il "corpo", ovvero la parte superiore della canna, detta anche risuonatore;
- il "piede", il cono inferiore della canna, la cui lunghezza e dimensione non modifica in alcun modo il suono prodotto;
- la "bocca", apertura laterale alla canna che viene praticata tra la parte superiore del piede e la parte inferiore del corpo; è visibile nelle canne sulla facciata spesso abbellito nella parte superiore con una decorazione, la bocca della canna può essere a scudo o a mitria a seconda della forma. All'interno prende posto un diaframma detto anima.

### Parti della canna ad ancia
Rispetto alla canna ad anima, si differenzia per l'ancia che prende posto all'interno del piede della canna. 
Una canna ad ancia è costituita da queste parti:
- il "risuonatore", parte superiore della canna che denota il colore ed il timbro del suono prodotto;
- la noce, una colata di stagno (solitamente di forma cilindrica) con un foro longitudinale che viene saldata all'estremo inferiore del risuonatore.
- il canaletto, che è il sostegno dell'ancia inserito e saldato all'interno della noce, le sue dimensioni, pari a quelle dell'ancia, determinano l'altezza del suono, ovvero la nota prodotta;
- l'ancia, di ottone, che è bloccata sul canaletto tramite un cuneo di legno, la sua curvatura influisce sulla prontezza della canna, lo spessore sul colore e le dimensioni sulla nota da produrre. Questa battendo sul canaletto in presenza di aria, provoca il suono;
- l'accordatore, una gruccia metallica che attraversa la noce e blocca l'ancia su una lunghezza variabile. Questo permette di far vibrare porzioni maggiori o minori dell'ancia, cambiandone così la tonalità. La gruccia esce all'esterno per permettere all'organaro di accordare la canna senza smontarla;
- il piede, simile al piede di una canna ad anima ma più resistente, che si blocca ermeticamente sulla noce e racchiude al suo interno il canaletto e l'ancia. All'interno del piede, alla pressione del tasto corrispondente si crea una pressione, l'aria per fuoriuscire deve necessariamente passare dal canaletto e così facendo fa vibrare l'ancia che produce il suono.

Le canne ad ancia, oltre ad essere molto più costose sono anche molto più sensibili ai cambiamenti di temperatura/umidità e quindi hanno bisogno di una maggiore manutenzione e una frequente accordatura.

## Canne di facciata
Le canne di facciata (dette anche "di mostra") sono quelle canne che si possono facilmente vedere dall'esterno.
Lo scopo di queste canne è di conferire un aspetto gradevole e armonico rispetto alla cassa dello strumento, e normalmente un duplice scopo è di occultare il numero maggiore di canne di metallo di dimensioni inferiori poste all'interno che per ragioni tecniche possono avere anzitutto una progressione non simmetrica rispetto alla facciata, rimanendo protette di conseguenza da quest'ultima.
Queste canne solitamente sono ad anima, costruite con una lega piombo-stagno con una percentuale di stagno maggiore rispetto alle canne interne che dona una maggiore brillantezza.
La disposizione di queste canne viene generalmente indicata con i termini a cuspide e con ali, vengono inoltre distinte secondo la forma del labbro superiore che può essere a mitria, a scudo, a triangolo o addirittura a fiamma.
Si possono intendere "di facciata" o "di mostra" anche altre tipologie di canne, anche di materiale diverso, poste per lo stesso scopo, quali canne di legno, canne ad ancia (orizzontali o verticali), canne tappate. Non tutte le canne di facciata suonano, infatti alcuni gruppi separati di canne (detti organetti muti) hanno fini solamente estetici, di riempimento della facciata, e non sono collegati ad un somiere, di conseguenza non producono suono.